# Onilahy (plaats)
Onilahy is een plaats en gemeente in Madagaskar gelegen in het district Manakara van de regio Vatovavy-Fitovinany. Er woonden bij de volkstelling in 2001 ongeveer 5000 mensen.
In de plaats is basisonderwijs onderwijs beschikbaar. Ook vindt er op industriële schaal mijnbouw plaats. 40% van de bevolking is landbouwer en 40% houdt zich bezig met veeteelt. Het belangrijkste gewas is cassave en rijst, maar er wordt ook bananen en sinaasappelen verbouwd. 19,7% van de bevolking is werkzaam in de industriesector en de overige 0,3% in de dienstensector.